# Nerchinsk

Localização do Território de Zabaykalye na Rússia.

Nerchinsk é uma cidade localizada no território russo (krai) de Zabaykalye, no centro-leste daquel grande país. A cidade fica às margens do Rio Nercha, acima da confluência deste com o Rio Shilka. A cidade foi fundada em 1654, como uma fortificação militar. Foi um importante entreposto comercial com a China, teve sua importância diminuída com a inauguração da Ferrovia Transiberiana no final do Século XIX. Atualmente existem pequenas indústrias eletromecânicas e de processamento de alimentos na cidade. Em 2002, sua população era estimada em 15.748 habitantes.
Foi nessa cidade que em 27 de agosto de 1689, foi assinado o Tratado de Nerchinsk. O primeiro Tratado entre o Império Russo e a China.